# Pavonia kotschyi
Pavonia kotschyi är en malvaväxtart som beskrevs av Ferdinand von Hochstetter och Philip Barker Webb. Pavonia kotschyi ingår i släktet påfågelsmalvor, och familjen malvaväxter.

## Underarter
Arten delas in i följande underarter:
- P. k. glabrescens
- P. k. mollissima